# Тайлър Поузи
Тайлър Поузи (на английски: Tyler Posey) е американски артист.

## Биография
Тайлър Гарсия Поузи е роден 18 октомври 1991, Санта Моника, Калифорния, САЩ). Син на Джон Поузи и Синди Гарсиа Поузи. Поузи има двама братя – Джеси и Дерек. Синди е от мексикански произход. Неговата екранна майка във филма Младият вълк, казва: „Аз съм имала удоволствието да се запозная с майка му и баща му и той е перфектната комбинация между двете“.

### Кариера
Поузи е работил постоянно в филми и телевизионни предавания в продължение на повече от 10 години. През февруари 2002 г. той се появява във филма на вторични щети; през декември на същата година, той играе син на Дженифър Лопес в романтична комедия Петзвезден романс. Той се явява на прослушване за ролята на Джейкъб Блек в Twilight серейният филм през 2007 г., но загубва ролята на приятеля на Taylor Lautner. През същата година Поузи играе герой в пилотът на Disney, оригиналния комикс SheZow, който се излъчва на 4 май като част от Shorty McShorts "Shorts минисериал. През 2011 г. Поузи участва във филма „Teen Wolf“ („Младият вълк“) по MTV като главения герой – Скот Маккол. Скот Маккол е тийнейджър, който е ухапан от върколак и трябва да запази този факт в тайна. Той среща много трудности опитвайки се да се контролира и да запази близките си в безопасност от най-различни свръхестествени същества. С помощта и подкрепата от своите приятели. Тази роля изхвърля Поузи на върха на кариерата си. През 2015 той става съпродуцент на Teen Wolf.
Поузи е фронтмен на групата „Lost in Kostko“, в която той пее и свири на китара. Те извършват своя първи концерт през 2012 г. – The Roxy в Лос Анджелис.

## Личен живот
Поузи се сгоди за дългодишната си приятелка-Seana Gorlick, с която започва да излиза на 12, но през октомври 2014 се разделят.
Майка му, Синди Поузи, почина през декември 2014 г. след дълга борба с рака на гърдата. Сезон 5 на Teen Wolf е посветен на паметта ѝ.
Неговият най-добър приятел е Дилън О'Брайън, който също така играе Стайлс в Teen Wolf и е най-добрия приятел на Скот.

## Филмография
| Година | Филм                       | Роля           | Бележки        |
| ------ | -------------------------- | -------------- | -------------- |
| 2002   | Collateral Damage          | Mauro          |                |
| 2002   | Петзвезден романс          | Ty Ventura     |                |
| 2005   | Наопаки                    | Obert          |                |
| 2007   | Veritas, принц на истината | Mouse Gonzalez |                |
| 2010   | Легендарен                 | Бил Barrow     |                |
| 2012   | White Frog                 | Doug           |                |
| 2013   | страшен филм 5             | David          |                |
| 2013   | Guy Code Honors            | Себе си        |                |
| 2014   | Taco Shop                  | Пуши           | Пост продукция |
| 2015   | Йога Hosers                | TBA            | Пост продукция |

## Телевизия
| Година      | Сериал             | Роля           | Бележки                                            |
| ----------- | ------------------ | -------------- | -------------------------------------------------- |
| 2002        | Без следа          | Robert         | Епизод: „Silent Partner“                           |
| 2001 – 2004 | Doc                | Раул Гарсия    | 86 епизода                                         |
| 2005        | Sue Thomas: FBEye  | Danny Абас     | Епизод: „Boy Отговаря World“                       |
| 2005        | Into Запада        | Abe Wheeler    | Епизод: „Мечти и схеми“                            |
| 2006        | Smallville         | Хавиер Рамирес | Епизод: „Подземен“                                 |
| 2006 – 2007 | Brothers & Sisters | Gabriel Уедън  | 4 епизода                                          |
| 2009        | Lincoln Heights    | Andrew Ortega  | 7 епизоди                                          |
| 2011-       | Teen Wolf          | Скот Маккол    | 68 епизода Main характер на производител (сезон 5) |
| 2012        | Punk'd             | Себе си        | 2 епизода                                          |
| 2013        | Работохолиците     | Били Белк      | Епизод: „Четвърти и Inches“                        |
| 2013        | На бившите         | Eric           | Епизод: „Ръката, която скали люлката“              |

| Година 2016 | Заглавие Halsey-"Colors" | Роля Young Boy | Бележки                   |
| ----------- | ------------------------ | -------------- | ------------------------- |
| 2012        | „Нашата Deal“            | Късметлия      | Best Coast музикален клип |

| Година | Награда                                | Категория                                                                                 | Работа    | Резултат  |
| ------ | -------------------------------------- | ----------------------------------------------------------------------------------------- | --------- | --------- |
| 2002   | Награди на гилдията на младите артисти | Най-добро изпълнение в телевизионен сериал – комедия – Подкрепа за млад актьор            | Doc       | Спечелени |
| 2004   | Награди на гилдията на младите артисти | Най-добро изпълнение в телевизионен сериал (комедия или драма) – Подкрепа за млад актьор  | Doc       | Номиниран |
| 2005   | MovieGuide Awards                      | Най-вдъхновяващите Телевизия и.д.                                                         | Doc       | Спечелени |
| 2011   | Teen Choice Awards                     | Choice Summer TV Star: Мъж                                                                | Teen Wolf | Номиниран |
| 2011   | Teen Choice Awards                     | Choice TV: Breakout Star                                                                  | Teen Wolf | Номиниран |
| 2012   | Teen Choice Awards                     | Choice Summer TV Star: Мъж                                                                | Teen Wolf | Спечелени |
| 2012   | ALMA Award                             | Любимо ТВ актьор – главна роля                                                            | Teen Wolf | Спечелени |
| 2012   | Imagen Awards                          | Най-добър актьор / Телевизия                                                              | Teen Wolf | Спечелени |
| 2013   | Младите холивудски награди             | Най-добър ансамбъл (споделен с Холанд Родън, Crystal Reed, Dylan O'Brien и Тайлър Хеклин) | Teen Wolf | Спечелени |
| 2013   | Teen Choice Awards                     | Choice Summer TV Star: Мъж                                                                | Teen Wolf | Номиниран |
| 2015   | Saturn Award                           | Най-добро изпълнение от мало актьор в телевизионен сериал                                 | Teen Wolf |           |